# 1953年義大利大選

各選區選舉結果

1953年義大利大選在1953年6月7日舉行，選出意大利共和國第二屆議會成員。下院使用小選區制和比例代表制。上院使用比例代表制。這次選舉被視為是對時任意大利總理阿爾契德·加斯貝利的信任投票。天主教民主黨維持了最大黨派地位，但議席數有所減少。